# Ricardo Costa (Filmemacher)

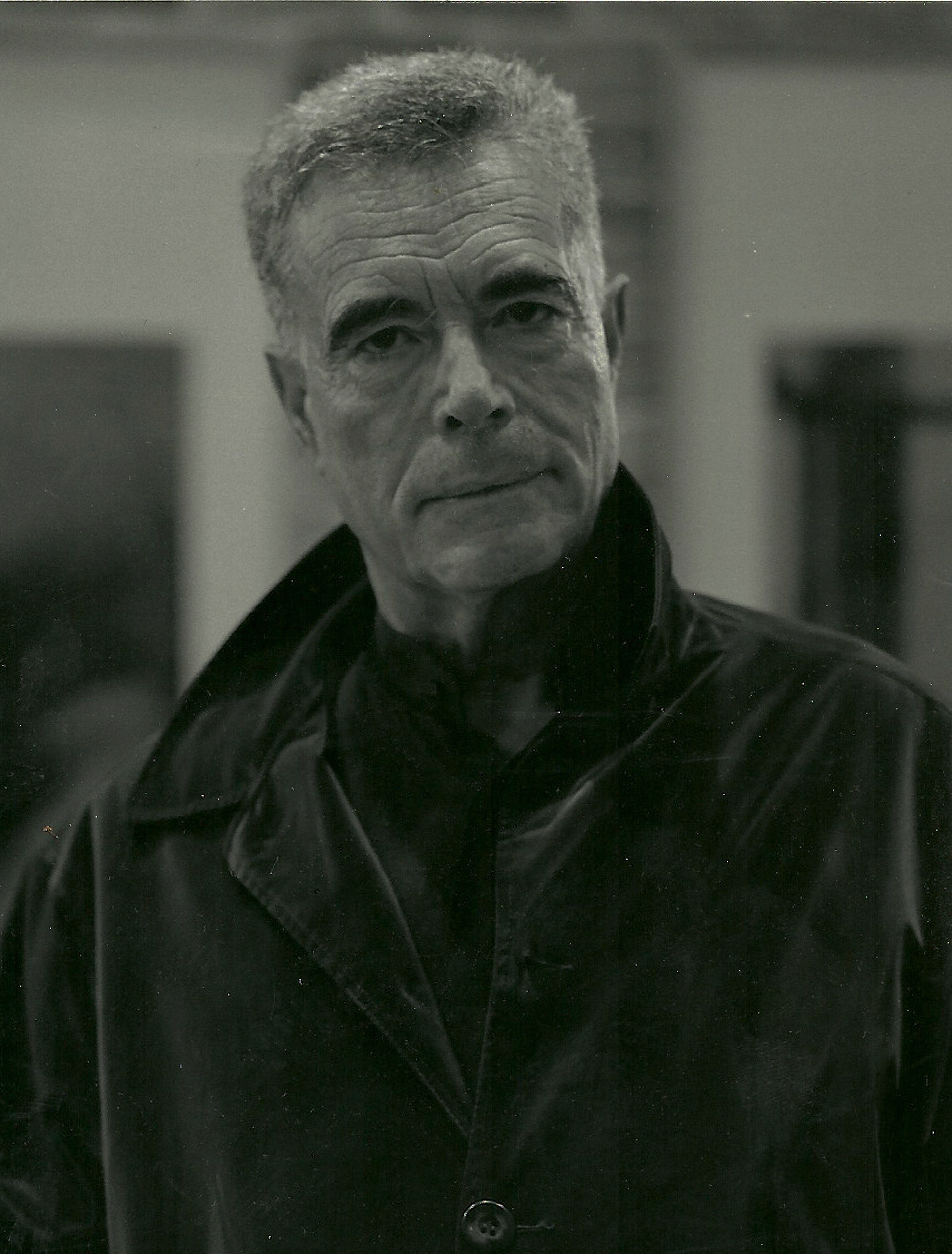
Ricardo Costa (2013)

Ricardo Costa (* 25. Januar 1940 in Peniche, Portugal; † 8. Juli 2021 in Portugal) war ein portugiesischer Filmemacher, der vor allem als Dokumentarfilmer und Drehbuchautor tätig war.
Er gilt als filmischer Chronist der Nelkenrevolution.

## Leben und Wirken
Ricardo Costa wurde in Peniche geboren und studierte Literaturwissenschaft in Lissabon, wo er 1967 sein Studium beendete. Er promovierte und schrieb seine Dissertation über Franz Kafka. Dann war er zeitweise als Gymnasiallehrer tätig und Redakteur einer Zeitschrift.
Er stand zum faschistischen Salazarregime in Opposition und erlebte Razzien in seiner Wohnung. Als Filmemacher war er seit der Nelkenrevolution 1974 tätig.
Auch war er Mitbegründer der Grupo Zero (Gruppe Null), die nach der Nelkenrevolution neue Ansätze im Filmwesen und Filmschaffen in Portugal durchsetzen wollte. Weitere wichtige Mitglieder waren João César Monteiro und Solveig Nordlund. Es gab auch eine Gemeinschaftsproduktion mit dem Titel „As armas e o povo“ (Die Waffen und das Volk), 1975, seit diesem Jahr war er auch für das portugiesische Fernsehen Rádio e Televisão de Portugal (RTP) tätig. 1976 gründete er seine eigene Filmproduktionsfirma Diafilme.
In der Zeit der Nelkenrevolution entstanden diverse Kurzfilme, unter anderem mit Bildern des Militärs auf Lissabons Straßen, die das Denken über die Revolution bis heute begleiten und die weltweit in Nachrichten- und Sondersendungen gezeigt wurden. So beispielsweise in der CBS und in Deutschland in der ARD, auch für die Tagesschau. Für die CBS war er eine Zeit lang Korrespondent in Portugal und arbeitete auch mit weiteren ausländischen Sendern zusammen.
Er gilt als filmischer Chronist der Nelkenrevolution und war auch als Drehbuchautor und Produzent tätig. Mit seinen Dokumentationen und Kurzfilmen half er die Filmlandschaft Portugals vor allem in den 1970er und 1980er Jahren zu prägen, fand jedoch nicht immer das Wohlwollen der Kritik. Die meisten seiner Arbeiten schuf er für den öffentlich-rechtlichen Fernsehsender RTP. 1998 interviewte er Jean Rouch in einem Museum in Paris für einen Dokumentarfilm. Mit dem Abschluss seiner Spielfilmtrilogie 2017 war er letztmals als Filmschaffender tätig.
Filme von ihm wurden auch auf den internationalen Filmfestspielen von Venedig und Berlin gezeigt.
Ricardo Costa starb am 8. Juli 2021 im Alter von 81 Jahren. Portugals Staatspräsident Rebelo de Sousa äußerte sich in einer offiziellen Note zum Tod des Filmemachers.

## Filmographie (Auswahl)

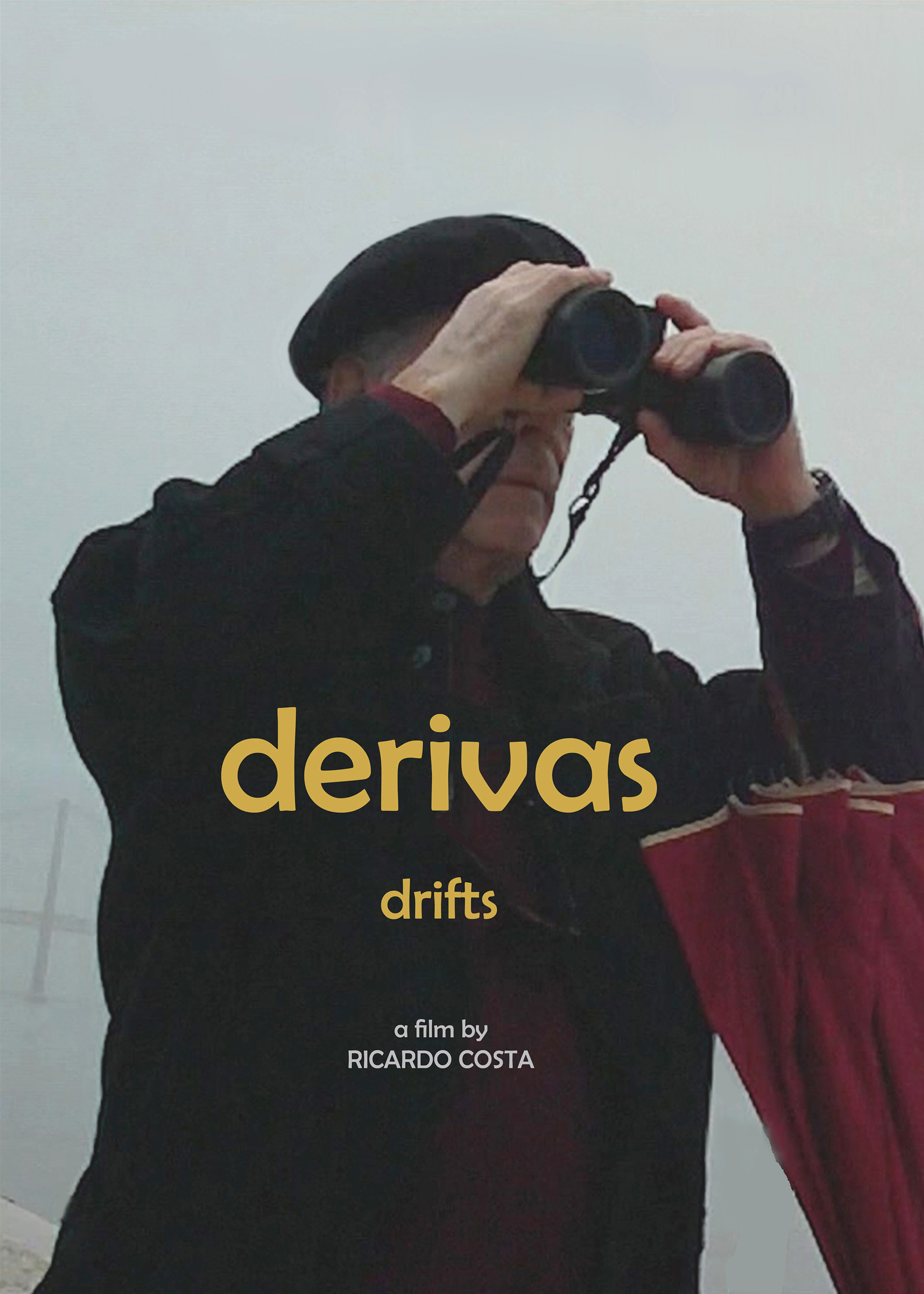
Filmplakat zu Derivas (2016)

- Cravos de April, 1974, Dokumentation.
- Abril no Minho, 1978, Dokumentation.
- Pitões, Aldeia de Barroso, 1979, Dokumentation.
- Castro Laboreiro, 1979, Dokumentation.
- Verde por Fora, Vermelho por Dentro (Greenout), 1980, Spielfilm.
- O pão e o vinho, 1981, Dokumentation.
- O nosso futebol, 1985, Dokumentation.
- Palavras (Paroles), 1998, Dokumentation (Interview mit Jean Rouch im Pariser Musée de l’Homme).
- Brumas (Mists), 2003, Spielfilm
- Derivas (Drifts), 2016, Spielfilm
- Arribas (Cliffs), 2017, Spielfilm